# Insectarium de Montreal
El Insectarium de Montreal 
(en francés: Insectarium de Montréal) es un museo educativo, cultural y científico de Montreal (Canadá) que tiene por objetivo acercar a la población al mundo de los insectos. Es el mayor insectario de América y uno de los más importantes del mundo. Recibe anualmente cerca de 400 000 visitantes.
Se creó en febrero de 1990 bajo la impulsión del notario y entomologista Georges Brossard, que consiguió convencer al alcalde de la época, Jean Drapeau, y al director del Jardín botánico, Pierre Bourque, de embarcarse en el proyecto.
Es uno de los Muséums Nature de Montréal, junto con el Biodôme, el Jardín Botánico y el Planetario.